# Gorenje Otave
Gorenje Otave – wieś w Słowenii, w gminie Cerknica. W 2018 roku liczyła 46 mieszkańców.